# Wiederitzsch
Wiederitzsch – osiedle miasta Lipska w Saksonii w Niemczech. Przynależy do okręgu administracyjnego Nord.
Znajduje się tu jeden z Kamieni Apla, postawiony w 1863, upamiętniający udział generała Jana Henryka Dąbrowskiego w bitwie narodów.